# Dobrodružná literatura
Dobrodružná literatura je souhrnné označení pro epický literární žánr vyznačující se poutavým a napínavým dějem odehrávajícím se často v exotických krajinách a sloužící převážně pro zábavu čtenáře. Mnohdy je tento žánr právem označován za konzumní literaturu, protože snaha o zajímavost a poutavost vedla často ke komercializaci a k vytváření děl za hranicemi umění (kýč a brak).

## Nejstarší žánry

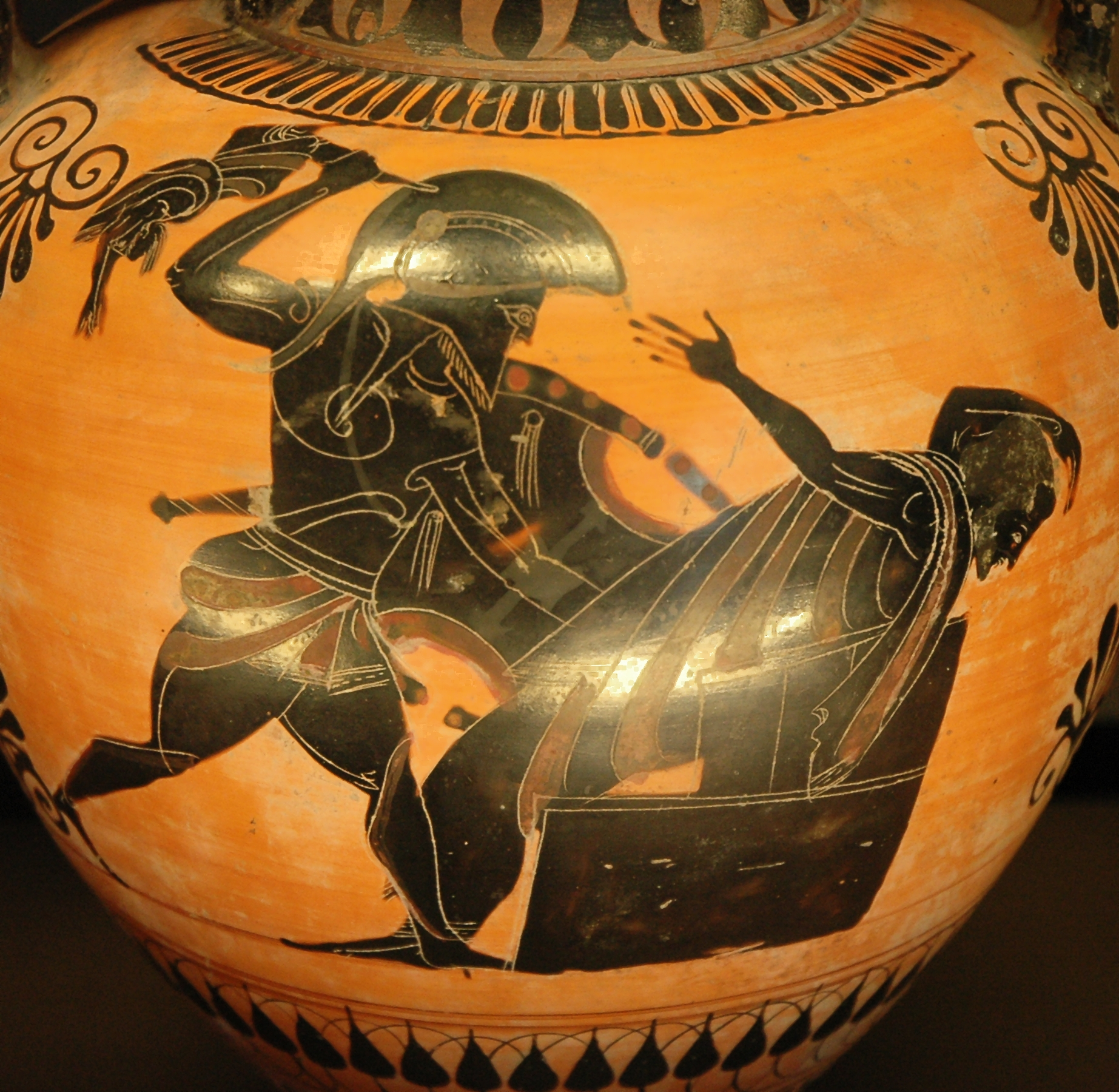
Motiv z eposu Ilias (smrt trojského krále Priama, detail malby na amfoře z konce 6. století př. n. l.

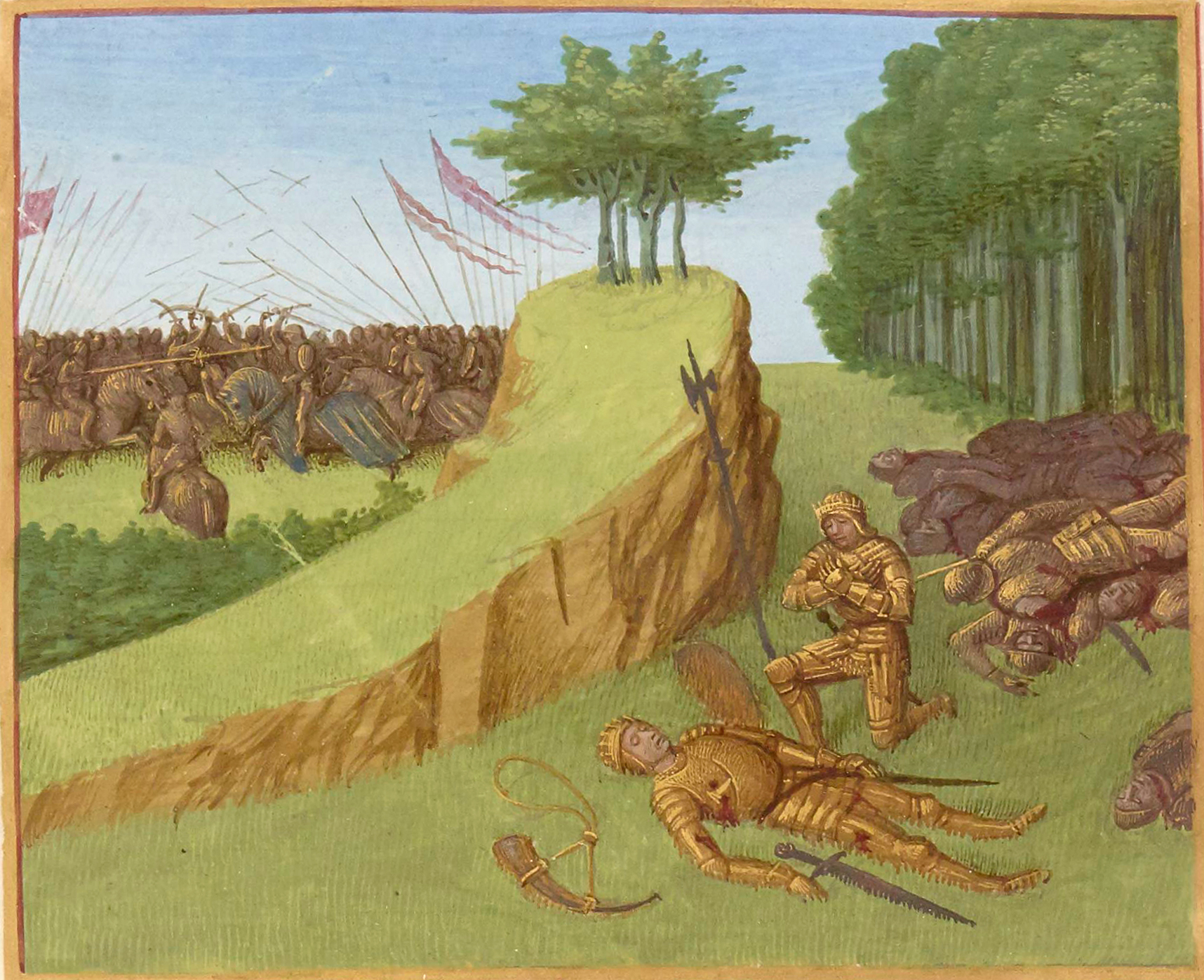
Píseň o Rolandovi, Rolandova smrt v bitvě v průsmyku u Roncevaux, iluminace Jean Fouqueta z rukopisu datovaného kolem roku 1455

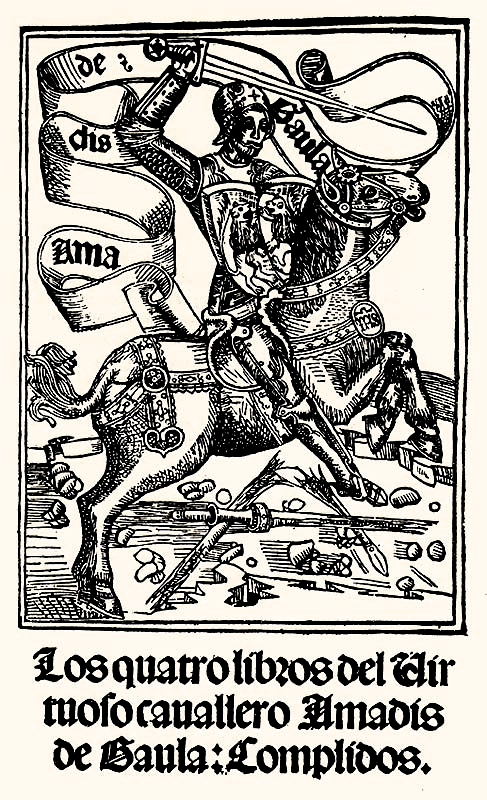
Amadís Waleský, španělské vydání z roku 1508

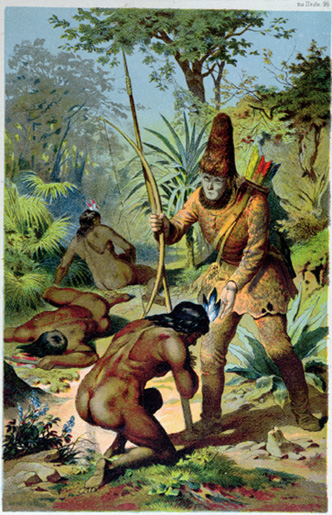
Robinson Crusoe, ilustrace Carla Offterdingera z roku 1880 ke knize Daniela Defoea

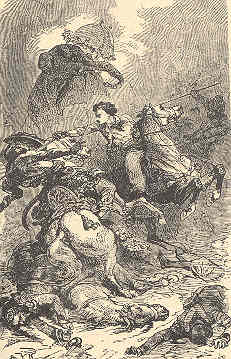
Hrdinný kapitán Korkorán, ilustrace Alphonse de Neuvilleho k prvnímu vydání knihy Alfreda Assollanta z roku 1867

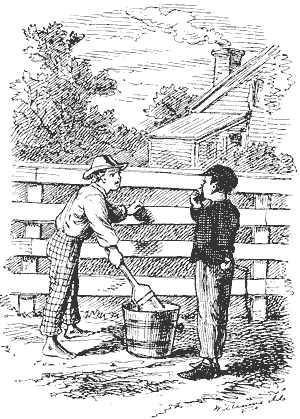
Dobrodružství Toma Sawyera, ilustrace Trua W. Williamse k prvnímu vydání knihy Marka Twaina roku 1876

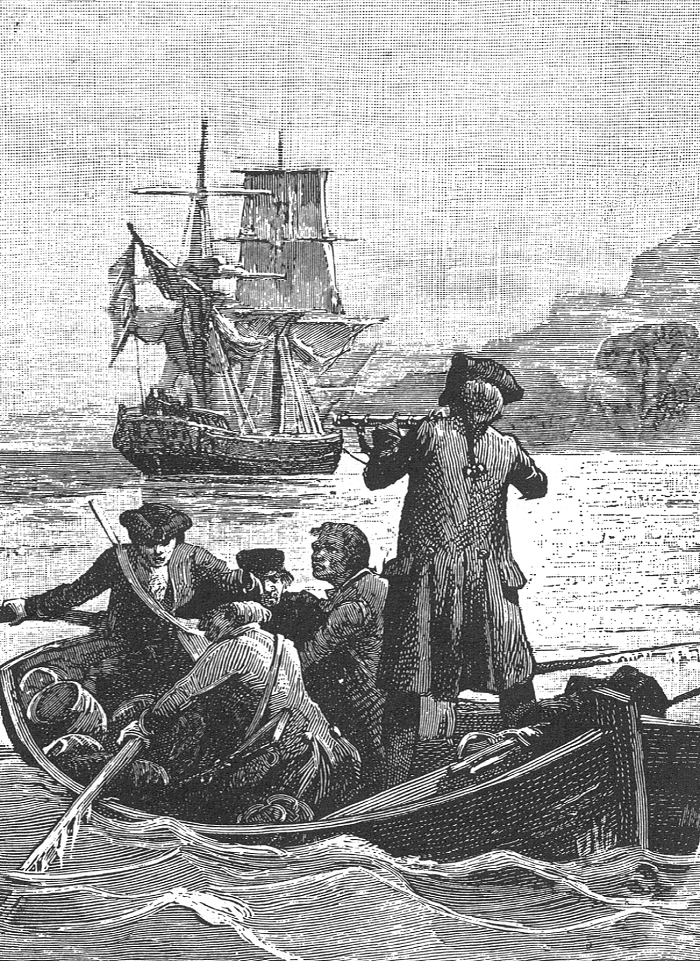
Ostrov pokladů, původní ilustrace Georga Rouxe k románu z roku 1883

Dobrodružství je průvodním jevem dějin (vzniká zejména v obdobích, kdy dochází k silnému napětí mezi osobností a společností a ke konfliktu mezi sociálními silami), a tak i jeho ztvárnění uměleckými prostředky je součástí vývoje a dějin světové literatury. Dobrodružnost je tak charakteristickým rysem mnoha historických literárních žánrů, jako jsou:
- lidové pohádky (např. pohádka o Sindibádu námořníkovi z arabského souboru pohádek Tisíc a jedna noc),
- starověké hrdinské eposy (jmenujme alespoň přes tři tisíce let starý akkadský Epos o Gilgamešovi nebo Homérovu Ilias a Odysseu z 8. století př. n. l.),
- antické dobrodružné romány (např. Zlatý osel od římského spisovatele Apuleia z poloviny 2. století),
- středověké hrdinské eposy, jako je anglický Beowulf z 8. století, francouzská Píseň o Rolandovi z 9. století, španělská Píseň o Cidovi (Cantar del Mío Cid) z poloviny 12. století nebo německá Píseň o Nibelunzích z počátku 13. století,
- středověké evropské i orientální cestopisy, např. cestopis arabského cestovatele Abú Abdullaha Muhammada ibn Battúty nebo Milión od Benátčana Marka Pola (oboje počátek 14. století),
- vymyšlená a většinou i fantaskní díla tzv. podivuhodných cest, která navázala na klasickou cestopisnou literaturu, např. Cestopis pana Johna Mandevilla z poloviny 14. století nebo satirické spisy Cyrana z Bergeracu Cesta na Měsíc (1649, L’histoire comique contenant les états et empires de la lune a Cesta do Sluneční říše (1650, L’histoire comique contenant les états et empires du soleil), které jsou jakousi předzvěstí vědeckofantastické literatury.
- rytířské romány, např. Artušova smrt (1485, Le Morte d'Arthur) od Angličana sira Thomase Maloryho nebo Amadís Waleský (1508, Amadís de Gaula) od Španěla Garciho Rodrigueze de Montalva, dosahující svého vrcholu v románu Důmyslný rytíř Don Quijote de la Mancha (1605–1615, El ingenioso hidalgo Don Quijote de la Mancha) od španělského spisovatele Miguela de Cervantese y Saavedry,
- pikareskní (šibalské) romány, např. anonymní španělské dílo Lazarillo z Tormesu (1554, Lazarillo de Tormes), německý román Dobrodružný Simplicius Simplicissimus (1668–1671, Der abenteuerliche Simplicissimus Teutsch) od barokního prozaika Hanse Jacoba Christoffela von Grimmelshausena nebo Gil Blas (1715–1735, Gil Blas de Santillane) od Francouze Alaina-Reného Lesage.

## Osmnácté století
V 18. století se začala zásadně měnit kompozice dobrodružného literárního díla. Podle kompozice můžeme totiž v dobrodružné literatuře rozlišit dva základní typy literárních děl:
- Díla s nečekaným střídáním událostí bez jakéhokoliv řádu. Události jsou v díle rovnoměrně rozmístěny a mají stejnou důležitost, jejich pořadí lze pozměnit a děj i tak bude dávat smysl, vše je podřízeno zdůraznění hrdinova statečného chování. Tato kompozice je charakteristická pro výše uvedené nejstarší žánry, jejichž ohlasy můžeme ovšem nalézt v literatuře dodnes.
- Díla, ve kterých jsou příhody, které hrdina prožívá, na sobě časově a příčinně vázány, a to často utajeným motivem. Tuto kompozici můžeme najít v různých druzích románů, povídek a novel vznikajících od období preromantismu a romantismu až po dnešek. Za první díla tohoto druhu jsou považovány anglické předromantické gotické romány, např. Otrantský zámek (1764, The Castle of Otranto) Horace Walpoleho nebo Záhady Udolfa (1794, Mysteries of Udolpho ) Ann Radcliffové.

Sílící vliv měšťanstva v období průmyslové revoluce přinesl s sebou mimo jiné také potřebu poutavé a zábavné literární tvorby určené již ne jen šlechtickým kruhům, ale širší veřejnosti. Již roku 1719 napsal anglický spisovatel Daniel Defoe dobrodružný román Robinson Crusoe (The Life and Strange Surprising Adventures of Robinson Crusoe of York) líčící život trosečníka na pustém ostrově. Defoe tímto svým dílem inicioval vznik subžánru dobrodružné literatury, označovaný jako robinzonáda. Ta přetrvala až dodnes, setkáváme se s ní i ve vědeckofantastických románech. Další román Daniela Defoa Dobrodružný život kapitána Singletona (1720, The Life, Adventures and Piracies of the Famous Captain Singleton) se dá považovat za jedno z prvních děl s pirátskou tematikou.
Žánr fantastických cestopisů a podivuhodných cest vyvrcholil jednak v satirickém spise Jonathana Swifta Gulliverovy cesty (1726, Travels of Lemuel Gulliver), jednak v knize německého spisovatele Gottfrieda Augusta Bürgera Baron Prášil (1786, Wunderbare Reisen zu Wasser und zu Lande, Feldzüge und lustige Abenteuer des Freiherrn von Münchhausen), který v ní ovšem rozvíjí i pohádkové motivy.

## Devatenácté století
19. století začalo nástupem romantismu, což se v dobrodružné literatuře projevilo následujícím skutečnostmi:
- Zájem o středověk a o dějiny vůbec měl za následek vznik poutavých a napínavých dobrodružných historických románů, např. Ivanhoe (1819) od Waltera Scotta, Tři mušketýři (1844, Les Trois Mousquetaires) od Alexandra Dumase staršího nebo Hrbáč (1857, Le Bossu) od Paula Févala staršího. Dají se sem zařadit i historické romány polského nositele Nobelovy ceny za literaturu Henryka Sienkiewcize, zejména románová trilogie Ohněm a mečem (1884, Ogniem i mieczem), Potopa (1886, Potop) a Pan Wołodyjowski (1888) a romány Quo vadis (1896) a Křižáci (1897–1900, Krzyżacy).
- Zobrazování osudů výjimečných hrdinů vedlo k tvorbě příběhů s tajemnou a dokonce i s policejní zápletkou, např. Hrabě Monte Cristo (1844–1845, Le comte de Monte-Cristo) opět od Alexandra Dumase staršího nebo Tajnosti Londýna (1844, Les Mystères de Londres) od Paula Févala staršího. Některé z těchto knih inicializovaly detektivní literaturu, jako např. Vraždy v ulici Morgue (1841, The Murders in the Rue Morgue) od Edgara Allana Poea nebo díla Émila Gaboriaua, jiná stála u zrodu hororu, např. Frankenstein (1818, Frankenstein or The Modern Prometheus) od Mary Shelleyové, mnohé novely Edgara Allana Poea nebo Podivný případ Dr. Jekylla a pana Hyda (1886, The Strange Case Of Dr. Jekyll And Mr. Hyde) od Roberta Louise Stevensona. Za klasická díla v této oblasti lze pak považovat novelu Carmilla (1872 ) od irského autora Josepha Sheridana Le Fanu a román Drákula (1897, Dracula) rovněž irského autora Brama Stokera.
- Zájem o exotické kraje měl za následek tvorbu děl odehrávajících se zejména v Indii, v Africe nebo v Jižní Americe, např. Hrdinný kapitán Korkorán (1867, Aventures merveilleuses mais authentiques du capitaine Corcoran) od Alfreda Assollanta, knihy Henryho Ridera Haggarda, které se často odehrávají v neexistujících prostředích tzv. ztracených světů, nebo Knihy džunglí (1894–1895, The Jungle Books) anglického nositele Nobelovy ceny za literaturu Rudyarda Kiplinga. Kromě toho vznikaly také díla s námořní a pirátskou tematikou, např. Lodivod (1824, The Pilot) a Rudý pirát (1827, The Red Rover) od James Fenimore Coopera, Piráti (1836, The Pirate) od Fredericka Marryata, Děti kapitána Granta (1867–1868), Les enfants du capitaine Grant) Julese Verna, nebo Ostrov pokladů (1883, Treasure Island) od Roberta Louise Stevensona. Vrcholným díle tohoto subžánru je román Bílá velryba (1851, Moby-Dick) Hermana Melvilleho, který ovšem překračuje rámec dobrodružné literatury.
- Vznikly další dnes již klasické robinzonády, např. Švýcarský Robinson (1812, Der Schweizerische Robinson) od Johanna Davida Wysse, Kormidelník Vlnovský (1841, Masterman Ready) od Fredericka Marryata nebo Tajuplný ostrov (1875, L'île mystérieuse) a Dva roky prázdnin (1888, Deux ans de vacances) Julese Verna.
- Snaha o zprostředkování zábavné prózy co nejširšímu okruhu čtenářů pak vedla ke vzniku tzv. románů-fejetonů, tj. děl vycházejících na pokračování v novinách, a později ke vzniku kolportážních románů, vycházejících v sešitech na pokračování. Zatímco jako romány-fejetony vycházela ještě díla poměrně slušné literární úrovně, např. Tajnosti pařížské (1842–1843, Les Mystères de Paris) od Eugèna Suea či mnohá díla Alexandra Dumase staršího, kolportážní romány jsou již většinou literárním brakem.

Rozvoj americké literatury přinesl s sebou nové náměty. V období romantismu vedla potřeba vyjádřit se k ostrým společenským problémům (boj proti kolonizaci, otrokářství, boj farmářů proti násilné kapitalizaci, nesouhlas s utlačováním původního indiánského obyvatelstva) k tomu, že mnozí američtí spisovatelé začali hledat svůj ideál mimo městské a podnikatelské prostředí v exotických krajinách, v nedotčené americké přírodě, v prériích. Díky Jamesu Fenimorovi Cooperovi a jeho pentalogii Příběhy Kožené punčochy (1826–1841, Leatherstocking Tales) tak vznikl jeden z nejoblíbenějších subžánrů dobrodružné literatury western, resp. indiánka, který dále rozvinul především německý spisovatel Karel May. Cooper rovněž inicializoval svým románem Vyzvědač (1821, The Spy) vznik špionážního románu. Další americký spisovatel Edgar Allan Poe uváděl ve svých dílech člověka za hranice reálného světa a psal i podivuhodné příběhy odehrávající se v tajemných i neexistujících prostředích, např. Příběhy Arthura Gordona Pyma (1838, The Narrative of Arthur Gordon Pym). Jiní autoři zobrazili pomocí drsných, až surově realistických příběhů život zlatokopů, např. Francis Bret Harte nebo Jack London. Poslední ze jmenovaných proslul rovněž jako autor děl odehrávajících se v exotických jižních mořích. Díla Marka Twaina Dobrodružství Toma Sawyera (1876, The Adventures of Tom Sawyer) a zejména Dobrodružství Huckleberryho Finna (1884, Adventures of Huckleberry Finn) zase rozvíjejí téma úniku ze stísňujících provinciálních poměrů. V oblasti hororu navázal na Edgara Allana Poea Ambrose Bierce, mistr černého humoru a demaskér válečné slávy stíhající cynismus a sadismus.
Rozvoj techniky v druhé polovině 19. století vedl ke vzniku vědeckofantastické literatury neboli science-fiction. Za její zakladatele jsou považování francouzský spisovatel Jules Verne (pokud jde o technickou science-fiction) a Angličan Herbert George Wells, který se věnoval spíše vlivu technologií na člověka a ve svém díle nastolil témata, z nichž vychází science-fiction dodnes (například kontakt s mimozemskými civilizacemi, cesty časem, biotechnologie atp.). Paralelně se rozvíjel další žánr fantastické literatury známý jako fantasy, jež vychází z pohádek a mytologie a částečně se překrývá se science-fiction a hororem.

## Dvacáté století a současnost

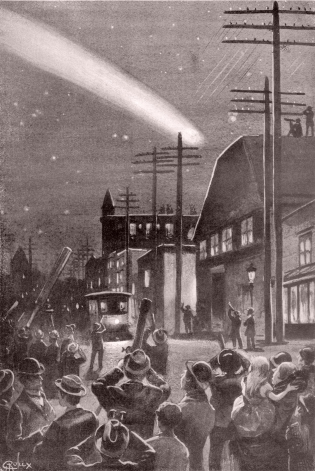
Honba za meteorem, ukázka původní ilustrace Georga Rouxe k románu z roku 1908

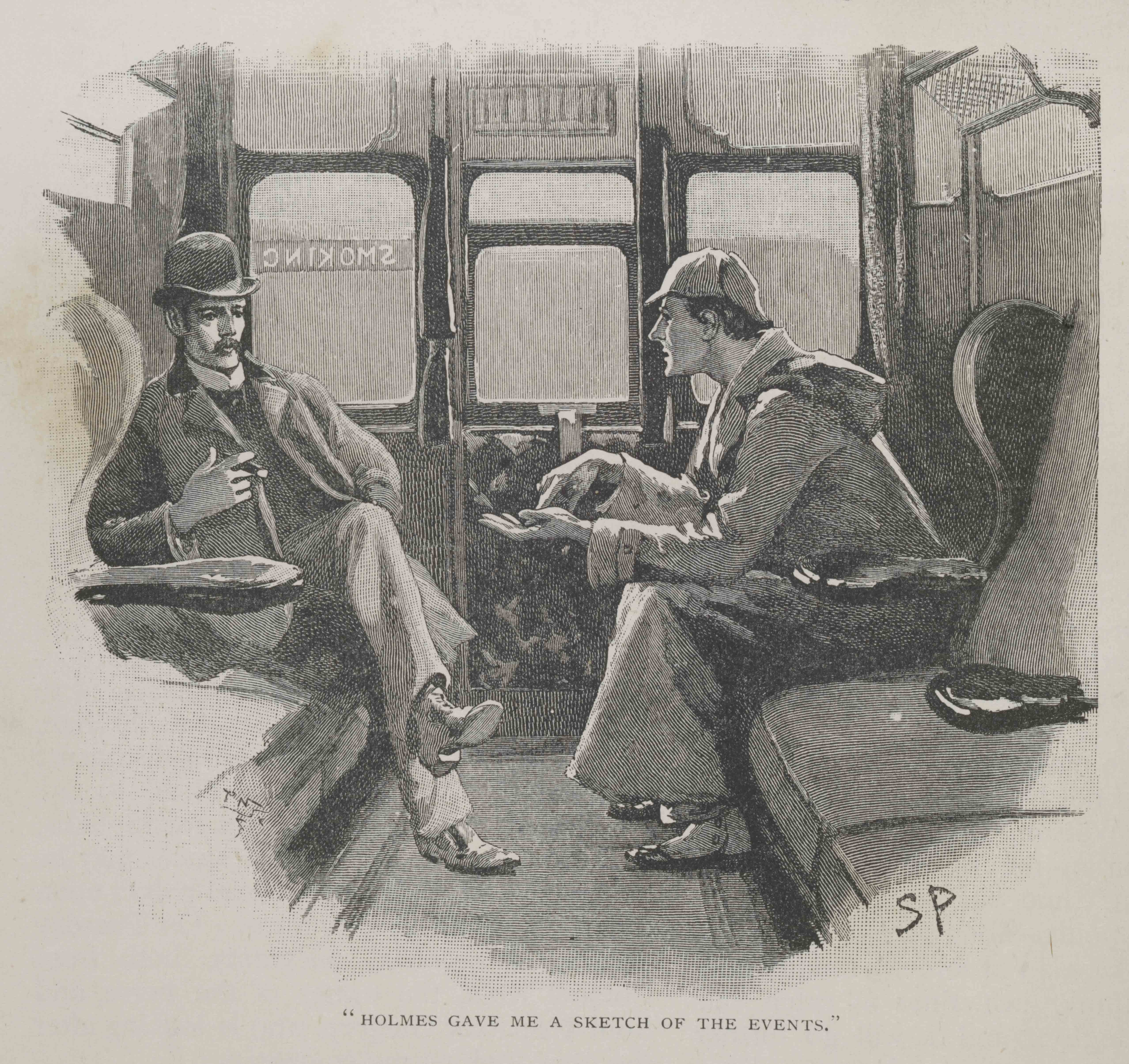
Sherlock Holmes a doktor Watson, postavy z detektivního cyklu sira Arthura Conana Doyleho

Dobrodružná literatura 20. století již pokračovala jen v rozvíjení tradičních dobrodružných žánrů (za jediný nový žánr lze považovat pouze komiks):
- Z oblasti námořní a pirátské tematiky je nejznámější italský spisovatel Emilio Salgari svým cyklem o Sandokanovi z let 1895 až 1908 nebo románem Černý korzár (1899, Il Corsaro Nero). Neméně známé je dílo Odysea kapitána Blooda (1922, Captain Blood: His Odyssey) anglického spisovatele Rafaela Sabatiniho. Rámec dobrodružné literatury v této oblasti překročil svým dílem anglický spisovatel polského původu Joseph Conrad zejména svou novelou Srdce temnoty (1899, Heart of Darkness) nebo svým románem Lord Jim (1900). V současnosti je velmi dobře známa série Patricka O'Briana Master and Commander (1970–2004) o osudech námořního kapitána Jacka Aubreyho.
- Vznikala i další dobrodružná díla odehrávající se v exotických krajích. Do Afriky je například situován děj románu Pouští a pralesem (1912, W pustyni i w puszczy) Henryka Sienkiewcize nebo série o Tarzanovi, kterou v letech 1912 až 1947 napsal Američan Edgar Rice Burroughs.
- Dobrodružná historická díla psal například anglický spisovatel Rafael Sabatini. Dají se sem zařadit některá díla nizozemského spisovatele Johana Fabricia, Francouze Roberta Merleho, finského spisovatele Miki Waltariho nebo také román Řeka bohů (1993, River God) od Wilbura Smitha. Patří sem i mnohá díla tzv. válečné literatury především z druhé světové války, např. Erica Lamberta, Jamese Clavella, Raye Rigbyho a dalších. V poslední době je velmi oblíbeným žánrem tzv. historická detektivka, ve které vynikají zejména Lindsey Davisová se svým detektivem z antického Říma Didiem Falcem nebo Ellis Petersová popisující případy mnicha Cadfaela odehrávající se v Anglii v první polovině 12. století.
- Detektivní literaturu po Edgaru Allanovi Poeovi a Émilovi Gaboriauovi rozvinul především angličtí spisovatelé sir Arthur Conan Doyle, autor románů a povídek o soukromém detektivovi Sherlockovi Holmesovi z let 1887 až 1927, a Gilbert Keith Chesterton svými Povídkami otce Browna (1911 až 1935). K dalším světoznámým představitelům tohoto žánru patří John Dickson Carr, Erle Stanley Gardner, Sue Graftonová, Dashiell Hammett, Raymond Chandler, Agatha Christie, Ross Macdonald, Ed McBain, Dorothy L. Sayersová, Georges Simenon, Ellery Queen, Patrick Quentin, Robert van Gulik, Edgar Wallace a další.
- K oblasti detektivní literatury se velice úzce vážou tzv. thrillery s kriminální zápletkou, jako jsou díla Dana Browna, např. Šifra mistra Leonarda (2003, The Da Vinci Code). K dalším představitelům tohoto subžánru patří především Tom Clancy, Frederick Forsyth, John Grisham, Robert Ludlum, Thomas Harris a další.
- Vedle detektivní literatury se paralelně vyvíjí také špionážní příběhy, z nichž za nejznámější lze považovat sérii knih Iana Fleminga o fiktivním britském tajném agentovi Jamesi Bondovi z let 1953 až 1966.
- Do oblasti hororu lze zařadit např. mystická a okultní díla rakouského spisovatele Gustav Meyrinka, z nichž je nejznámější Golem (1914, Der Golem). Symbolem přechodu staré okultní prózy k modernímu hororu je americký spisovatel Howard Phillips Lovecraft. Dají se sem také zařadit mnohá díla Angličanky Daphne du Maurierové, zejména její povídka Ptáci (1952, The Birds). K mistrům současného hororu patří zejména Angličan Clive Barker a Američan Stephen King.
- Science-fiction patří k nejrozšířenějším současným literárním žánrům. K nejvýznamnějším představitelům patří Isaac Asimov, Ray Bradbury, Edgar Rice Burroughs, Orson Scott Card, Arthur C. Clarke, Michael Crichton, Philip K. Dick, Michael Moorcock, William Gibson, Robert A. Heinlein, Frank Herbert, Kurd Lasswitz, Ursula K. Le Guinová, Stanisław Lem, Robert Merle, Josef Nesvadba, Frederik Pohl, Clifford D. Simak, Ludvík Souček, Kurt Vonnegut, Jr., Jan Weiss, John Wyndham, Janusz A. Zajdel a další.
- Za spisovatele, kteří nejvíce ovlivnili vývoj fantasy literatury jsou považováni Američan Robert E. Howard, tvůrce tzv. hrdinské fantasy a barbara Conana v letech 1932–1936, a Angličan John Ronald Reuel Tolkien, který se svou trilogií Pán prstenů (1954–1955, The Lord of the Rings) stal zakladatelem tzv. high-fantasy. K dalším významným autorům patří Terry Brooks, David Eddings, Raymond E. Feist, David Gemmell, L. Sprague de Camp, Neil Gaiman, Fritz Leiber, C. S. Lewis, Anne McCaffrey, George R. R. Martin, Terry Pratchett, Roger Zelazny a další.
- Vznikaly i další robinzonády, a to nejen klasické, ale také sci-fi, např. Trosečníci v řece meteorů (1962, Ci z Dziesiatego tysiaca) od Jerzyho Jerzy Broszkiewicze. Za jeden z vrcholů tohoto subžánru lze pak považovat román Pán much (1954, Lord of the Flies) anglického nositele Nobelovy ceny za literaturu Williama Goldinga, který ovšem přesahuje rámec dobrodružné literatury.
- Western je až na malé výjimky žánrem především americké dobrodružné literatury. Převážná většina westernů se dá považovat za brakovou literaturu. Existuje však celá řada autorů, kteří povýšili tento žánr na skutečné umění. Patří k nim např. Jack Schaefer se svým mistrovským Jezdcem z neznáma (1949, Shane) nebo Walter Van Tilburg Clark, který napsal román odhalující a odsuzující podstatu lynče Jízda do Ox-Bow (1940, The Ox-Bow Incident). Za kvalitní dobrodružné čtení lze považovat díla Josepha Altshelera, Louise L'Amoura, Maxe Branda, Jamese Olivera Curwooda, Zane Greyho, Ernesta Haycoxe a dalších. Dají se sem zařadit i některá díla záhadného německého spisovatele Bruna Travena, ta se však vyznačují silným sociálním zaměřením.
- Komiks (neboli kreslený seriál) je skutečným fenoménem současnosti. Vyznačuje se velice jednoduchou (někdy až primitivní) výstavbou textu, zjednodušenou řečí, krátkými a často neúplnými větami a častými citoslovci, kterými se vyjadřují zvuky. Existuje celá řada komiksových sérií (Asterix, Batman, X-Men), často se do formy komiksu převádějí klasická dobrodružná literární díla.

## Česká dobrodružná literatura

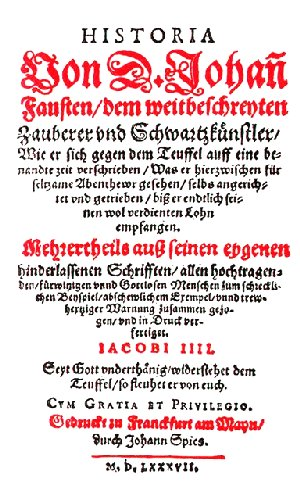
Knížka lidového čtení Historia von D. Johan Fausten z roku 1587

Česká dobrodružná literatura se rozvíjela v podstatě ve stejné žánrové bohatosti, jako dobrodružná literatura světová. Její prvky můžeme najít již v staročeském rytířském románu Alexandreis z konce 13. století nebo v cestopise Václava Šaška z Bířkova z druhé poloviny 15. století. Od 16. století a zejména pak v době českého národního obrození koncem 18. a na počátku 19. století byly vydávány tzv. Knížky lidového čtení jako nenáročná četba širokých vrstev měst i venkova. Ve většině případů šlo o dobrodružně fantastická vyprávění cizího původu, často velmi stará, společná s jinými evropskými literaturami, jejichž české zpracování pevně vrostlo do naší literární tradice. Objevovaly se také triviální lupičské romány, jako byl např. Lips Tulian. V druhé polovině 19. století se začal rozvíjet historický román, jehož hlavní úlohou ovšem bylo poukázat na slavnou českou minulost a podpořit tak obrozenecké hnutí (Winter, Jirásek), přesto se také objevili spisovatelé, kteří dějiny využívali k napsání napínavých příběhů (především Josef Svátek). Počátky science-fiction v české literatuře můžeme v té době najít v některých romanetech Jakuba Arbesa a ve Výletech pana Broučka (1888) od Svatopluka Čecha. Na ně navázal v první polovině 20. století Karel Čapek, který poprvé ve své divadelní hře R.U.R. z roku 1920 použil slovo robot (slovo vymyslel jeho bratr Josef, když se ho Karel ptal, jak má umělou bytost pojmenovat). Kromě této hry napsal Karel Čapek napsal i další díla, která lez zařadit do oblasti science-fiction, např. román Krakatit z roku 1922, všechna však svým závažným obsahem překračují její rámec. Na tradice napínavé dobrodružné četby navázali v druhé polovině 20. století například Radovan Šimáček (např. historická detektivka Zločin na Zlenicích hradě L. P. 1318 z roku 1941) a Vladimír Neff svou trilogií Královny nemají nohy (1973), Prsten Borgiů (1975) a Krásná čarodějka (1980) odehrávající se v době třicetileté války.
K nejznámějším spisovatelům české dobrodružné literatury 20. století patří (v chronologickém řazení):
- František Flos, autor mnoha dobrodružných románů (např. Lovci orchidejí z roku 1920), považovaný někdy díky své šíři záběru za českého Julese Verna,
- Alois Musil, významný orientalista, arabista, biblista, cestovatel, etnograf a spisovatel, autor dvaceti dobrodružných knih pro mládež, odehrávajících se v arabském světě s vysvětlením arabských a islámských tradic,
- Jan Welzl, známý též jako Eskymo Welzl, dobrodruh a polární cestovatel, jehož zážitky byly zpracovány do knih Eskymo Welzl (1928), Třicet let na Zlatém severu (1930) a Trampoty eskymáckého náčelníka v Evropě (1932),
- Eduard Štorch, autor dobrodružných románů odehrávajících se nejčastěji v době kamenné a v době bronzové, ale i na počátku našich dějin,
- Zdeněk Matěj Kuděj, přítel Jaroslava Haška, autor dobrodružných příběhů, které napsal na základě svých zahraničních cest, zejména do USA.
- Jan Matzal Troska, autor mnoha vědeckofantastických románů,
- Alberto Vojtěch Frič, cestovatel, který psal jak odborné tak i dobrodružné knihy pro mládež, v nichž čerpal ze svých zážitků na cestách,
- Emil Vachek, tvůrce postavy inspektora a později komisaře Klubíčka, prvního ryze českého detektiva,
- Jan Weiss, autor mnoha vědeckofantastických povídek a románů, z nichž nejslavnější je Dům o tisíci patrech z roku 1929,
- Otakar Batlička, cestovatel, jehož putování se stalo podkladem pro jeho dobrodružné povídky pro mládež,
- František Běhounek, cestovatel a autor mnoha dobrodružných i vědeckofantastických knih,
- Eduard Fiker a Edgar Collins (vlastním jménem Zdeněk Vojtěch Peukert), autoři mnoha detektivních románů a westernů,
- Jaroslav Foglar, autor chlapeckých příběhů z nichž nejslavnější je cyklus týkající se fiktivního klubu Rychlé šípy,
- Ludvík Souček, Josef Nesvadba, Ondřej Neff a Jaroslav Veis, představitelé české science-fiction, známí i v zahraničí,
- Hana Prošková, autorka řady detektivních příběhů s postavami malíře Horáce a nadporučíka Vašátka,
- Václav Erben, tvůrce třináctidílné série detektivních románů s hlavní postavou kapitána Exnera,
- Vlastimil Vondruška, představitel historické detektivky z doby vlády Přemysla Otakara II. s hlavní postavou královského prokurátora Oldřicha z Chlumu,
- Vlado Ríša, Vladimír Šlechta, Jaroslav Mostecký, Jiří Kulhánek, Robert Fabian, Miroslav Žamboch a Jiří Walker Procházka, představitelé nové generace českých spisovatelů science-fiction a fantasy.